# Eurymelinae
Eurymelinae  (лат.) — подсемейство прыгающих насекомых из семейства цикадок (Cicadellidae). Австралия, Новая Гвинея. Выделяют 33 рода и около 120 видов.
Крупного размера цикадки, часто яркоокрашенные. Голова короткая, оцеллии на голове расположены в отдалении от сложных глаз. Передние крылья макроптерные. Макросетальная формула задних бёдер равна 2+0. Обладают сходством с Idiocerinae и Macropsinae.
Представители мирмекофильной трибы Pogonoscopini как инквилины днём живут в гнёздах муравьёв, а ночью кормятся на растениях под охраной тех же муравьёв (Day & Pullen 1999). Древнейшие представители подсемейства были найдены в балтийском янтаре. 
- Eurymelini
  - Aloeurymela  Evans, 1965 
  - Dremuela  Evans, 1966 
  - Eurymela  Le Peletier & Serville, 1825 
  - Eurymelessa  Evans, 1933 
  - Eurymelita  Evans, 1933 
  - Eurymeloides  Ashmead, 1889 
  - Eurymelias  Kirkaldy, 1907
  - Eurymelops  Kirkaldy, 1906 
  - Eurypella  Evans, 1966 
  - Pauripo  Evans, 1934 
  - Pauroeurymela  Evans, 1933 
  - Platyeurymela  Evans, 1933
- Ipoini Evans, 1933
  - Aloipo  Evans, 1966
  - Anacornutipo  Evans, 1934
  - Bakeriana  Evans, 1954
  - Citripo  Evans, 1934
  - Cornutipo  Evans, 1934
  - Eurymelella  Evans, 1939
  - Ipelloides  Evans, 1966
  - Ipo  Kirkaldy, 1906
  - Ipoella  Evans, 1934
  - Ipoides  Evans, 1934
  - Ipolo  Evans, 1966
  - Iposa  Evans, 1977
  - Katipo  Evans, 1934
    - Katipo pallescens  Evans 1947
    - Katipo rubrivenosa  Kirkaldy 1906
    - Katipo signoreti  Evans 1934

  - Malipo  Evans, 1966
  - Nanipoides Evans, 1966
  - Opio Evans, 1934
  - Relipo Evans, 1977
  - Stenipo Evans, 1934
- Pogonoscopini China, 1926
  - Australoscopus China, 1926
    - Australoscopus whitei China, 1926

  - Lasioscopus China, 1926
    - Lasioscopus acmaeops (Jacobi, 1909)

  - Myrmecoscopus Evans, 1966
    - Myrmecoscopus minutus Evans, 1966

  - Pogonoscopus China, 1924
    - Pogonoscopus lenis  (Jacobi, 1909)
    - Pogonoscopus myrmex China, 1924